# Agence pour le développement de la filière Riz
L'agence pour le développement de la filière riz (Aderiz) est un établissement public administratif chargé des questions rizicoles en Côte d'ivoire. Aderiz a été créée selon le décret de création no 2018-10 du 10 janvier 2018. Elle est placée sous la tutelle technique du ministre chargé de l'agriculture et sous la tutelle économique et financière du ministre chargé de l'économie et des finances.

## Historique
Le riz a toujours occupé une place importante dans la politique agricole de la Côte d’Ivoire depuis 1960. Après l'indépendance, les structures Étatiques que sont la Satmaci et la Soderiz, ont conduit la politique rizicole. La conjoncture économique des années 80 a conduit l’État à se désengager des secteurs de production, avec la dissolution de la Soderiz dans le secteur riz,,.  
Le présent décret crée l’Agence pour le développement de la filière du riz, et fixe ses attributions, son organisation et son fonctionnement dont la mission est de mettre en œuvre les orientations gouvernementales en matière de développement de la filière riz en Côte d'Ivoire,,. L’Agence pour le Développement du secteur du Riz en Côte d’Ivoire (ADERIZ) a été créée pour mettre en œuvre la Stratégie Nationale de Développement du Riz (SNDR) du gouvernement de 2012 à 2020,.   

## Mission
L’Aderiz a pour mission de mettre en œuvre les orientations gouvernementales en matière de développement de la filière riz en Côte d'Ivoire,,. 
- renforcer les capacités de l'interprofession rizicole ;
- mettre en place un mécanisme de financement durable de la filière rizicole ;
- mettre en place et gérer le stock national de sécurité ;
- proposer les mécanismes de régulation de la filière du riz ;
- faciliter les processus de sécurisation foncière par l'administration foncière compétente, des sites rizicoles aménagés et à aménager ;
- organiser les cadres de concertation des acteurs de la filière riz et d'assurer le suivi du hon fonctionnement desdits cadres ;
- élaborer et de mettre en œuvre un mécanisme pérenne de couverture des besoins nationaux en semences de riz certifies de variétés améliorées, en étroite collaboration avec les autres services et organismes publics compétents ;
- faire la promotion de la transformation et de la mise au marché du riz local à travers, notamment la supervision et le suivi des investissements en matière d'infrastructures de transformation, de stockage et de conservation des produits rizicoles ;
- faire la labélisation et la promotion du riz de cote d'ivoire et la valorisation de ses sous-produits.

## Organisation et fonctionnement
Il existe deux organes à l'Aderiz qui sont : Le conseil de surveillance et la direction générale. 

### Conseil de surveillance
Le conseil de surveillance assure la supervision des activités de l'Aderiz. II assiste, par ses avis et recommandations, la direction générale dans l'exercice de ses fonctions et attributions. Le conseil de surveillance approuve le budget, les programmes annuels et pluriannuels d'action et d'investissement, les rapports annuels d'activités de l'Aderiz, le bilan annuel de gouvernance, les états financiers de l'Aderiz, l'organigramme de l'Aderiz, etc. Le conseil de surveillance est composé de 12 membres essentiellement des représentants des ministères de Côte d'Ivoire,. 

### Direction générale
L'Aderiz est dirigée par un directeur général nommé par décret, sur proposition du ministre chargé de l'Agriculture et du ministre chargé du Portefeuille de l'État. L'actuel directeur général est Yacouba Dembele,,. Le directeur général peut être assiste d'un adjoint, nommé par décret, sur proposition du ministre chargé de L'agriculture et du ministre chargé du Portefeuille de l'Etat,.  Gnirézié Ouattara, est l'actuel directeur général adjoint de l’agence pour le développement de la filière riz.